# Ghostbusters (1984)

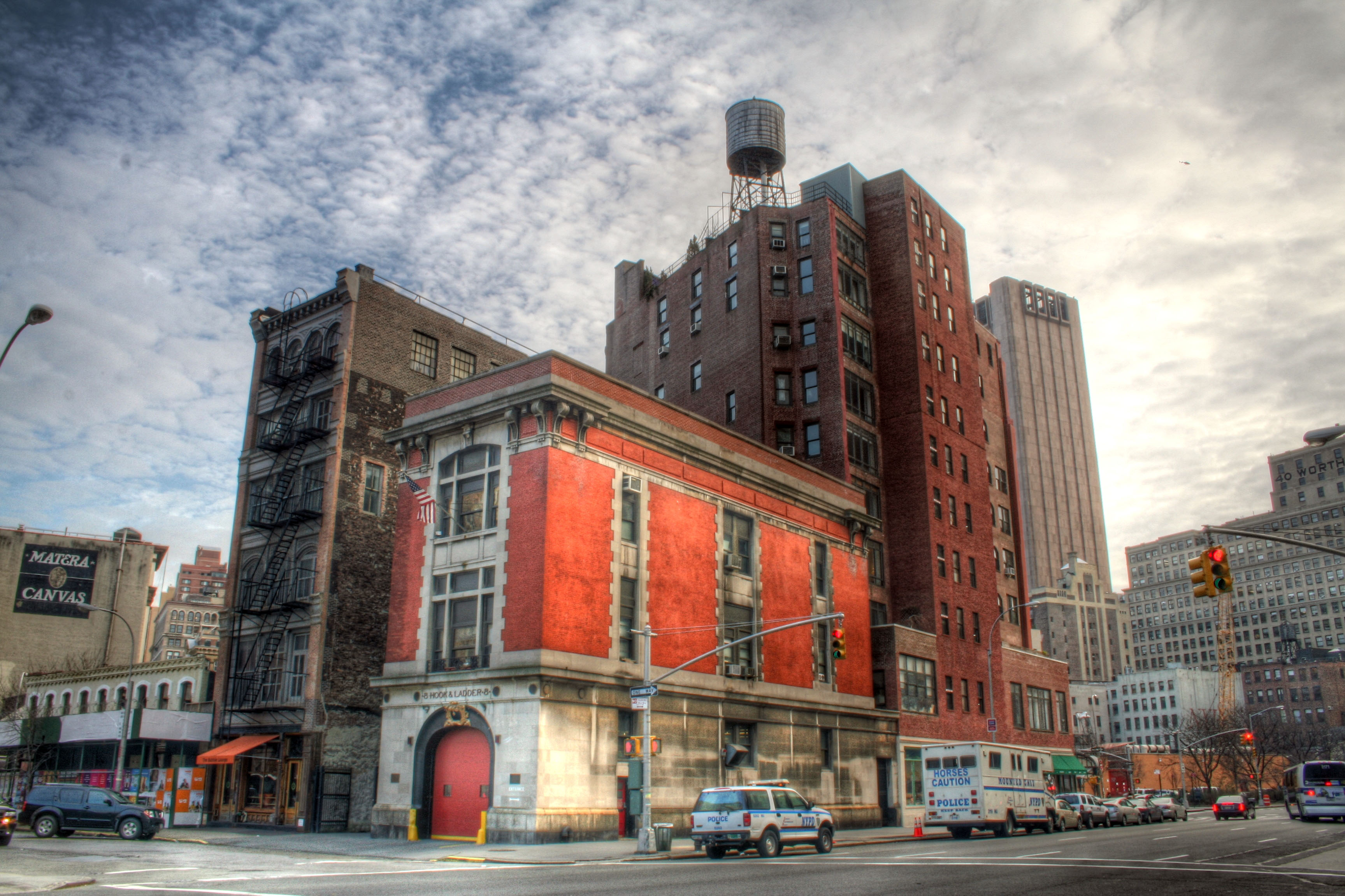
Filmlocatie bij de brandweerkazerne van Hook & Ladder 8 14 N. Moore Street, New York

Ghostbusters is een Amerikaanse speelfilm uit 1984, geregisseerd door Ivan Reitman naar een scenario van Dan Aykroyd en Harold Ramis. Hoofdrollen werden vertolkt door Bill Murray, Dan Aykroyd, Harold Ramis, Rick Moranis, Sigourney Weaver, Annie Potts, en Ernie Hudson.

## Verhaal
Drie parapsychologieprofessors, die onderzoek verrichten naar het bestaan van geesten, verliezen hun baan bij een universiteit. Zonder bron van financiering gebruiken ze hun opgedane kennis om te starten met een bedrijfje, gespecialiseerd in het opruimen van spoken onder de naam Ghostbusters. Ze vestigen zich in een voormalige brandweerkazerne. Ondanks dat hun uitvindingen om spoken te vangen nog nooit zijn getest, blijken ze effectief.
Aanvankelijk lopen de zaken niet echt goed en moeten de Ghostbusters op hun individuele talenten vertrouwen om de zaak draaiende te houden. Dr. Egon Spengler is een wetenschappelijk genie, Dr. Raymond “Ray” Stantz een expert op het gebied van de geschiedenis van het paranormale en metallurgie, en Dr. Peter Venkman is een geslepen zakenman. De eerste klant is een hoteleigenaar en, hoewel ze geen ervaring hebben, slagen ze er toch in het spook te verdelgen. Na deze eerste opdracht gaan de zaken snel beter en krijgt het team de ene opdracht na de andere.
Bij een van hun opdrachten bezoeken ze Dana Barrett, in wier appartement de geest huist van een kwaadaardige demi-god, Gozer genaamd. Peter ontdekt dat Gozer vroeger bij de Hettieten werd vereerd als een god. Wanneer het aantal meldingen van paranormale situaties explosief toeneemt, begint Peter te vermoeden dat Gozer op het punt staat terug te keren om de wereld te vernietigen. Ondertussen krijgen de Ghostbusters een vierde teamlid: Winston Zeddemore.
Peters vermoedens lijken juist te zijn wanneer Gozers handlangers, Zuul en Vinz, op aarde arriveren om menselijke gastlichamen te zoeken. Zuul neemt bezit van Dana en Vinz neemt bezit van Louis Tully, Dana’s overbuurman. Peter bezoekt de bezeten Dana en beseft wat er gaande is. Zuul en Vinz zullen spoedig proberen elkaar op te zoeken, en als ze samen zijn kunnen ze de poort openen waarlangs Gozer de wereld zal betreden.
Dingen beginnen uit de hand te lopen wanneer Walter Peck, een overambitieuze EPA-inspecteur, de Ghostbusters beschuldigt van wanpraktijken. Hij dwingt hen alle stroom in hun hoofdkwartier af te sluiten, waardoor de omgebouwde boiler, waarin het team de gevangen spoken had opgesloten, het begeeft. Alle spoken breken uit en veroorzaken chaos in New York. In de chaos vinden Vinz en Zuul elkaar en beginnen hun ritueel. De Ghostbusters worden in de gevangenis gegooid, waar ze de blauwdrukken van Dana Barretts appartement bekijken. Het blijkt dat het gebouw opzettelijk gemaakt is om als poort te dienen voor Gozer. De architect was lid van een geheim genootschap dat de mensheid wilde uitroeien na de Eerste Wereldoorlog.
Wanneer de situatie uit de hand loopt, laat de burgemeester de Ghostbusters vrij. Ze haasten zich naar het appartement, waar de poort reeds is verschenen. De Ghostbusters haasten zich naar de top van het appartement, alwaar ze Gozer zelf ontmoeten. Een kort gevecht, waarin Gozer de overhand lijkt te hebben, breekt los. Peter beseft dat Gozer nog een mensengedaante moet kiezen om tot actie te kunnen overgaan en beveelt iedereen aan niets te denken. Ray kan het echter niet laten te denken aan iets (in zijn ogen) onschuldigs uit zijn jeugd, en Gozer neemt de gedaante aan van de kolossale bekende "Stay Puft" marshmallowman.
In een laatste wanhoopspoging combineren de Ghostbusters de energiestralen van hun wapens en sturen deze als één door de poort. De poort wordt vernietigd en Gozer en de marshmallowman daarmee ook. Beneden worden de Ghostbusters als helden onthaald.

## Rolverdeling
| Acteur           | Personage                          |
| ---------------- | ---------------------------------- |
| Bill Murray      | Dr. Peter Venkman                  |
| Dan Aykroyd      | Dr. Raymond Stantz                 |
| Harold Ramis     | Dr. Egon Spengler                  |
| Ernie Hudson     | Winston Zeddemore                  |
| Sigourney Weaver | Dana Barrett                       |
| Rick Moranis     | Louis Tully                        |
| Annie Potts      | Janine Melnitz                     |
| William Atherton | Walter Peck                        |
| David Margulies  | Burgemeester Lenny Clotch          |
| Slavitza Jovan   | Gozer                              |
| Ivan Reitman     | Slimer / Zuul (stemrol, onvermeld) |

## Achtergrond

### Productie
Het concept voor de film was geïnspireerd door Aykroyds eigen fascinatie met het bovennatuurlijke. Het oorspronkelijke scenario van Aykroyd was duidelijk anders dan de uiteindelijke versie. In de oorspronkelijke versie zouden de Ghostbusters door de tijd en andere dimensies reizen om kolossale spoken te verslaan. Ook droegen ze in deze versie S.W.A.T.-achtige pakken.
Aykroyd bood dit idee aan bij producer Ivan Reitman. Deze vond het op zich een goed idee, maar zag al gelijk dat voor een dergelijke film een groot budget nodig was. Daarom stond hij erop dat het scenario zou worden aangepast. Aanvankelijk hadden Aykroyd en Ramis acteurs John Belushi, Eddie Murphy en John Candy in gedachten voor de film, maar Belushi stierf voor de opnames en zowel Murphy als Candy waren verhinderd.
Ondanks de aanpassingen in het scenario kostte de film nog steeds veel geld. Vooral Gozers tempel in de climax was een van de grootste en duurste filmsets ooit gemaakt in die tijd. Voor de vele verlichting die nodig was moesten andere sets in de omgeving van de stroom worden afgesloten.
Tijdens de opnames kwam men tot de ontdekking dat er in 1975 reeds een serie was opgenomen genaamd The Ghost Busters. Columbia Pictures vreesde voor een rechtszaak, en stelde een naamsverandering voor. De producenten stonden erop om bij de naam Ghostbusters te blijven, dus kochten ze de rechten op deze naam.

### Reacties
Ghostbusters werd goed ontvangen en scoorde anno 2015 een 97% Fresh Rating op Rotten Tomatoes. De film bracht $229.242.989 op bij de uitgave, waarmee de film de op een na best verkochte film van 1984 was.

### Muziek
De filmmuziek werd gecomponeerd door Elmer Bernstein. De Ghostbusters-theme song werd gezongen door Ray Parker jr., en introduceerde de twee bekende citaten uit de film: "Who you gonna call? Ghostbusters!" en "I ain't 'fraid of no ghost(s)". In 1984 werd Ray Parker echter aangeklaagd door Huey Lewis omdat de melodie van het nummer zou zijn overgenomen van zijn hit "I Want a New Drug". Het zou echter nooit tot een rechtszaak komen omdat een schikking getroffen werd.

### Opvolgers
De film bracht twee televisieseries voort: The Real Ghostbusters en Extreme Ghostbusters.
In 1989 kreeg de film een vervolg getiteld Ghostbusters II.
Tevens verschenen er twee romans gebaseerd op de film.
In 2016 kwam er een reboot met vrouwelijke ghostbusters.
In 2021 kwam er een tweede reboot genaamd Ghostbusters: Afterlife

## Prijzen en nominaties
In 1985 werd Ghostbusters genomineerd voor 12 prijzen, waarvan hij er vier won.
- De Academy Award voor beste visuele effecten
- De Academy Award voor beste muziek
- De Saturn Award voor beste fantasiefilm – gewonnen
- De BAFTA Award voor beste originele lied – gewonnen
- De BAFTA Award voor beste effecten
- De Golden Globe voor beste film – comedy/musical
- De Golden Globe voor beste lied
- De Golden Globe voor beste acteur in een film (Bill Murray)
- De Golden Screen – gewonnen
- De Grammy Award voor Best Album of Instrumental Score Written for a Motion Picture or Television Special
- De Hugo Award voor beste dramatische presentatie
- De Young Artist Award voor Best Family Motion Picture - Musical or Comedy – gewonnen